# Peugeot Challenge
 (mars 2017).
Améliorez-le ou discutez des points à vérifier. 
 (mars 2017).
La Peugeot Challenge Cup est une compétition amateur internationale déclinée dans 25 pays à partir de 2007.
Cette compétition fut créée en 1985 sous l'impulsion de l'ampleur du golf d'entreprise chez Peugeot.